# Molí de Sant Pere dels Arquells
El molí de Sant Pere dels Arquells és un edifici del poble de Sant Pere dels Arquells, al municipi de Ribera d'Ondara (Segarra) inclòs a l'Inventari del Patrimoni Arquitectònic de Catalunya. Antic molí fariner que aprofitava l'aigua de la riba dreta del riu Ondara, situat al costat dret de la plaça de l'església del poble. Actualment tan sols es pot apreciar l'estructura del seu cacau, colgat de vegetació i la situació de l'emplaçament de la primitiva bassa.

## Història
El molí fariner segarrenc necessitava una gran bassa per poder emmagatzemar el màxim d'aigua per al seu funcionament. Una de les parts més importants era el cacau, que bastia a un extrem de la bassa i tenia com a funció regular la pressió de l'aigua en la seva caiguda. Del cacau, l'aigua passava d'un canal a un rodet generalment de fusta i disposat horitzontalment. El moviment giratori del rodet es transmetia a l'eix de fusta, eix que tenia el seu extrem superior l'hèlix de ferro que anava encaixada a la mola superior. Aquesta pedra girava sobre una mola inferior fixada. La pressió de les dues moles convertia el gra amb farina.